# Сангрія

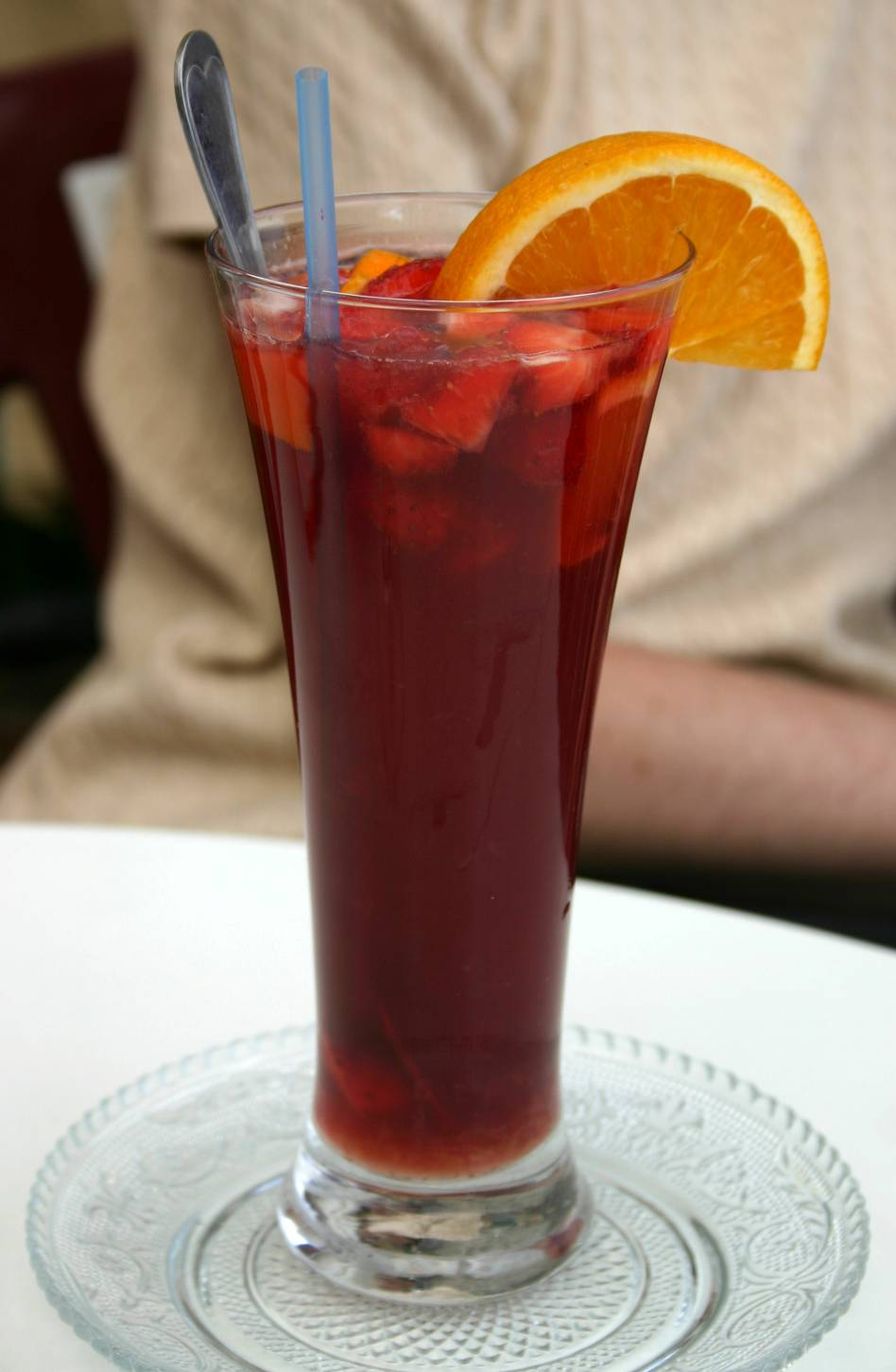

Сангрія (також Санґрія; ісп. sangría від ісп. sangre — кров) — іспанський слабоалкогольний напій на основі червоного вина з додаванням шматочків плодів, цукру, а також невеликої кількості бренді та сухого лікеру.

## Історія
Сангрія з'явилася в XIX столітті в південній Іспанії і  Португалії. Збирачі фруктів носили з собою бурдюк з червоним вином, розведеним джерельною водою. У той же бурдюк вони здавлювали сік свіжих цитрусових. Така суміш полегшувала роботу під сонцем і освіжала, не приводячи до сильного сп'яніння.
Єдиної думки про те, чому напій став називатися саме «сангрією», не існує. Згідно з однією з легенд, напій придумали селяни в кінці XVII століття в одній з виноробних провінцій Іспанії. Так сталося, що протягом кількох років вони не могли зібрати гарний урожай через посушливу і холодну погоду. Великі землевласники, звинувачуючи у відсутності врожаю самих селян, провели широкомасштабну військову операцію, в результаті якої загинули сотні людей, у тому числі жінки і діти. Зупинити кровопролиття вдалося тільки коли жителі провінції піднесли їм у дар чудовий напій. Це був пунш, приготований з червоного вина, фруктів і цукру. Вражені його смаком, феодали вгамувалися, а селяни в пам'ять про криваву трагедію в Ріосі стали називати вигаданий ними напій «сангрією».
Згідно з іншою легендою, що існує в  Італії, автором цього напою нібито був італійський солдат Хеліо Габала, який довго виношував мрію створити цитрусове вино. Він витратив на це кілька років — спочатку у себе на батьківщині, потім в Іспанії, проте так і не зміг зробити з апельсинів вино. В один з вечорів розсерджений Габала, зрозумівши, що у нього нічого не вийшло, з горя накидав у глечик з виноградним вином кілька крупно нарізаних апельсинів, заявивши, що, незважаючи на невдачі, буде пити лише цитрусове вино. Уражені іспанці зачаровано спостерігали за тим, як італієць розмішує багряний напій. Спробувавши напій, вони вигукнули «Es Sangre del Diablo!» (Ісп. «Це кров диявола!»). Габала був оголошений єретиком і подільником сатани, арештований, а пізніше спалений на багатті. А за напоєм, вигаданим їм, закріпилася назва «сангрія». Лише через кілька років інквізиція зняла заборону і дозволила готувати сангрію. З тих пір це найпопулярніший алкогольний коктейль в Іспанії.
В Італії на початку минулого століття також стало модно змішувати ігристі вина із соками фруктів і прянощами, так що виходила ігриста сангрія, яка відрізнялася свіжішим смаком і тонким фруктово-квітковим ароматом. Але за межами південної Європи про сангрії довгий час майже нічого не було відомо.
Істинне світове визнання сангрія отримала лише в 1960–1970-х. Старовинний напій прийшов у всі бари і ресторани світу під звуки рок-н-рола, на тлі  глобального протистояння держав, руху пацифістів і перших космічних перемог людства.

## Різноманітність
Сангрію можна приготувати з найрізноманітніших інгредієнтів. Смакові якості напою можуть значно варіюватися в залежності від виду фруктів і лікеру, використаних при приготуванні. Деякі також додають газовану воду, надаючи напою ігристості. Інші взагалі готують сангрію на основі білого вина. Влітку рекомендується подавати напій добре охолодженим, взимку — підігрітим, засмаченим корицею, гвоздикою і  мускатним горіхом.
У зв'язку з відсутністю традиційно суворого рецепту сангрію іноді називають «винною окрошкою», на що мимоволі наштовхує її вигляд: велика ємність із сумішшю льоду, цитрусових, справжнього лимонаду, бренді і червоного вина.
Отже, розрізняють такі види сангрії:
- Звичайна, чи тиха сангрія. Її особливість полягає у відсутності содової і в обов'язковій присутності цитрусових і винограду. Тиха сангрія має легкий і свіжий кислувато-солодкий смак з яскравими виноградними і цитрусовими відтінками.
- У фруктовій сангрії можна знайти безліч фруктів: лимон, апельсин, лайм, полуницю, персик, яблуко і банан, а також диню і навіть шматочки ананаса.
- Біла сангрія. Те ж, що і звичайна сангрія, але з білим вином.
- І, нарешті,ігристі сангрії, яку виготовляють на основі шампанських вин або з содовою. У букеті ігристої сангрії неперевершено поєднуються ароматичні речовини винограду і цитрусових (апельсина, лимона, грейпфрута) з вторинним ароматом, що виникає в процесі бродіння в герметично замкнутій системі в умовах низького окислювально-відновного потенціалу, з переважанням в ньому квіткових і горіхових нюансів, сприйняття яких посилюється внаслідок виносу з бульбашками вуглекислого газу ароматичних речовин і їх концентрування на поверхні вина.

Зрозуміло, чіткої межі між ними немає. Все залежить від фантазії і можливостей, важко додати в нього «неправильний» елемент. Краса сангрії полягає в тому, що напій буде смачний і легкий, і смак його тільки поліпшується, що б у нього не додали.
Схожим коктейлем є Сангаре, придуманий в Америці в XIX столітті.

## Спосіб приготування
Інгредієнти:
- Недороге червоне вино. Смакові якості напою мало залежать від якості вина. Немає сенсу використовувати дорогі марочні вина, так як їх тонкі смакоароматичні характеристики будуть нівельовані. Достатньо, щоб вино було якісним, із санітарно-гігієнічної точки зору. Також краще використовувати сухі сорти вин, можна білі.
- Міцний спиртний напій. Найкращими варіантами є бренді та  потрійний сухий лікер. Ще можна додавати віскі, ром та коньяк. Крім цього горілка та  джин.
- Фрукти. Тут різноманітність обмежена тільки вашими можливостями. Класичний набір: персик, яблуко та апельсин.
- Цукор. Цукор — не єдиний підсолоджувач, який можна використовувати у приготуванні. Сангрію можна зробити солодкою додаванням меду, цукрового сиропу і навіть гренадина.
- Газована вода. Найчастіше використовується сильногазована мінеральна вода, тонік або лимонад. Якщо ви готуєте ігристу Сангрію, тоді роль содової виконає ігристе вино або шампанське.
- Спеції. Вибір спецій також надзвичайно різноманітний. Кожен може додати що-небудь на свій смак. Лідерами тут є кориця, мускатний горіх, імбир, листя  м'яти та сушена  гвоздика.

Сангрія готується достатньо швидко. Потрібно змішати вино, спиртний напій, фрукти і лимонад, додати трохи льоду. Цукор і спеції додавати в останню чергу, за смаком. Зазвичай на одну пляшку вина припадає один стакан суміші бренді і лікеру (1:1), три фрукти розміром із середнє яблуко і 2 столових ложки цукру.
Проте найщедріший смак і аромат можна отримати, якщо замочити фрукти в спиртних напоях за 12 годин до передбачуваної трапези. Витримку краще проводити в прохолодному місці, можна в холодильнику. Деякі, навпаки, витримують фрукти у вині, а лише через час додають решту інгредієнтів.
Подавати сангрію краще в скляному графині, можна як підігріту, так і з льодом.